# Хансин Тайгерс
Хансин Тайгерс (яп. 阪神タイガース) — японская профессиональная бейсбольная команда, выступающая в Центральной лиге. Команда базируется в Нисиномии, префектура Хиого, рядом с их главным стадионом «Хансин Косиен».
«Хансин Тайгерс» принадлежат Hanshin Electric Railway Co., Ltd., дочерней компании Hankyu Hanshin Holdings Inc.
«Хансин Тайгерс» — один из старейших профессиональных клубов Японии. Свой первый сезон они провели в 1936 году под названием «Осака Тайгерс». Своё нынешнее название команда получила в 1961 году.

## История
«Хансин Тайгерс», вторая из старейших профессиональных бейсбольных клубов Японии, был основан 10 декабря 1935 года, его команда была сформирована в 1936 году. Сначала команда называлась «Осака Тайгерс», однако в 1940 году, на фоне антииностранных настроений и запрета правительства Тодзё на английские названия, «Тайгерс» сменили название на «Хансин». В 1947 году команда вновь стала называться «Осака Тайгерс», после того как JPBL разрешила англоязычные названия. Современное название команды было принято в 1961 году из-за того, что команда играла в пригороде Нисиномия.
«Хансин Тайгерс» выиграли четыре чемпионских титула до того, как в 1950 году была введена система двух лиг. С тех пор как лига была разделена на Центральную и Тихоокеанскую, «Тайгерс» шесть раз выигрывали кубок Центральной лиги (1962, 1964, 1985, 2003, 2005, 2023) и дважды — Японской (1985, 2023).
Когда в Японии начался сезон Высшей бейсбольной лиги 2004 года, «Хансин Тайгерс» сыграли показательный матч против «Нью-Йорк Янкис» в «Токио Доум» 29 марта. «Тайгерс» выиграли со счётом 11:7.
В 2005, 2006, 2007 и 2009 годах игры, организованные «Тайгерс», посетили более трёх миллионов человек. Она была единственной из 12 профессиональных бейсбольных команд Японии, добившейся такого результата. В 2011 году игры с «Хансин Тайгерс» в среднем посещали более 40 тысяч человек.
31 января 2007 года «Тайгерс» представили изменённую спортивную форму на сезон 2007 года. Для неё снова был использован жёлтый, один из основных цветов команды.
Среди известных игроков в истории «Хансин Тайгерс» — Фумио Фудзимура, Минору Мураяма и многие другие.

## «Проклятие полковника Сандерса»
Считается, что, как и над многими другими бейсбольными командами, над «Хансин Тайгерс» тяготеет «проклятие». После победы в Японской лиге 1985 года болельщики отпраздновали победу, заставив людей, похожих на игроков «Тайгерс», прыгнуть в канал Дотонбори. Согласно легенде, поскольку никто из фанатов не был похож на игрока первой базы Рэнди Басса, фанаты схватили статуэтку полковника Сандерса в натуральную величину и бросили её в реку (как и у Басса, у полковника была борода, и он не был японцем). После многих сезонов без взятия первого места, «Тайгерс» были «обречены» никогда больше не выигрывать сезон, пока статую полковника Сандерса не вытащили.
В 2003 году, когда «Хансин Тайгерс» вернулись в Японскую лигу после 18 лет выступлений с лучшими результатами в Центральной лиге, многие заведения KFC в Кобе и Осаке перенесли свои статуи полковника Сандерса внутрь до окончания соревнований, чтобы защитить себя от фанатов «Тайгерс».
«Проклятие» было окончательно снято после того, как «Хансин Тайгерс» сумели победить «Орикс Баффало» в Японской лиге 2023 года со счетом 4:3.

## Фанатское сообщество
Фанаты «Хансин Тайгерс» известны как самые фанатичные и преданные болельщики во всём японском профессиональном бейсболе. На выездных матчах их часто больше, чем болельщиков противоположных команд. В прошлом фанаты «Хансин Тайгерс» славились грубым поведением и готовностью затевать драки с другими фанатами или друг с другом, хотя сегодня случаи драк редки.
Соперничество «Тайгерс» и «Джайентс» считается национально-японским. У обеих команд исторически было относительно близкое количество матчей: «Джайентс» одержали 1127 побед над «Тайгерс», в то время как «Тайгерс» — 888 побед над «Джайентс». 77 из общего числа игр между ними закончились вничью.